# Пуя Дадмарз
Пуя Сулат Дадмарз (перс. پویا دادمرز; нар. 10 листопада 1999, Ізе, Хузестан) — іранський борець греко-римського стилю, срібний та бронзовий призер чемпіонатів світу, чемпіон, срібний та бронзовий призер чемпіонатів Азії, володар Кубку світу у командних змаганнях.

## Життєпис
Боротьбою почав займатися з 2009 року. Багаторазовий призер чемпіонатів світу та Азії в молодших вікових групах. У тому числі був чемпіоном світу серед юніорів, чемпіоном Азії серед юніорів та чемпіоном світу серед молоді.
Виступав за спортивний клуб «Тахті» Тегеран. Тренер — Фаршид Кафеї (з 2009).

## Спортивні результати на міжнародних змаганнях

### Виступи на Чемпіонатах світу
| Змагання                        | Збірна | Вагова категорія                 | Місце  |
| ------------------------------- | ------ | -------------------------------- | ------ |
| Чемпіонат світу з боротьби 2022 | Іран   | греко-римська боротьба, до 55 кг | 8      |
| Чемпіонат світу з боротьби 2023 | Іран   | греко-римська боротьба, до 55 кг | Бронза |
| Чемпіонат світу з боротьби 2024 | Іран   | греко-римська боротьба, до 55 кг | Срібло |

### Виступи на Чемпіонатах Азії
| Змагання                       | Збірна | Вагова категорія                 | Місце  |
| ------------------------------ | ------ | -------------------------------- | ------ |
| Чемпіонат Азії з боротьби 2021 | Іран   | греко-римська боротьба, до 55 кг | Бронза |
| Чемпіонат Азії з боротьби 2023 | Іран   | греко-римська боротьба, до 55 кг | Золото |
| Чемпіонат Азії з боротьби 2024 | Іран   | греко-римська боротьба, до 55 кг | Срібло |
| Чемпіонат Азії з боротьби 2025 | Іран   | греко-римська боротьба, до 55 кг | 8      |

### Виступи на Кубках світу
| Змагання                    | Збірна | Вагова категорія | Місце  |
| --------------------------- | ------ | ---------------- | ------ |
| Кубок світу з боротьби 2022 | Іран   | команда          | Золото |

### Виступи на інших змаганнях
| Змагання                                            | Збірна | Вагова категорія                 | Місце  |
| --------------------------------------------------- | ------ | -------------------------------- | ------ |
| Гран-прі Загреба з боротьби 2019                    | Іран   | греко-римська боротьба, до 55 кг | Золото |
| Кубок Тахті 2020                                    | Іран   | греко-римська боротьба, до 55 кг | Срібло |
| Меморіал Болата Турлиханова 2022                    | Іран   | греко-римська боротьба, до 55 кг | Золото |
| Відкритий чемпіонат Загреба з боротьби 2023         | Іран   | греко-римська боротьба, до 55 кг | Золото |
| Турнір Яшара Догу, Вехбі Емре і Гаміта Каплана 2024 | Іран   | греко-римська боротьба, до 55 кг | Золото |
| Меморіал Імре Поляка та Яноша Варги 2024            | Іран   | греко-римська боротьба, до 55 кг | Срібло |

### Виступи на змаганнях молодших вікових груп
| Змагання                                      | Збірна | Вагова категорія                   | Місце  |
| --------------------------------------------- | ------ | ---------------------------------- | ------ |
| Чемпіонат світу з боротьби серед кадетів 2016 | Іран   | греко-римська боротьба, до 50 кг   | 5      |
| Чемпіонат Азії з боротьби серед юніорів 2017  | Іран   | греко-римська боротьба, до 50 кг   | Золото |
| Чемпіонат світу з боротьби серед юніорів 2017 | Іран   | греко-римська боротьба, до 50,0 кг | Золото |
| Чемпіонат світу з боротьби серед юніорів 2019 | Іран   | греко-римська боротьба, до 55 кг   | Бронза |
| Чемпіонат Азії з боротьби серед молоді 2019   | Іран   | греко-римська боротьба, до 55 кг   | Срібло |
| Чемпіонат світу з боротьби серед молоді 2021  | Іран   | греко-римська боротьба, до 55 кг   | Срібло |
| Чемпіонат світу з боротьби серед молоді 2022  | Іран   | греко-римська боротьба, до 55 кг   | Золото |